# Вокруг света с Вилли Фогом
«Вокруг света с Вилли Фогом» (исп. La vuelta al mundo de Willy Fog) — японо-испанский мультсериал по мотивам романа Жюля Верна «Вокруг света за 80 дней», действие которого разворачивается в 1872 году. Произведён совместно студиями BRB Internacional и Nippon Animation. Премьера мультсериала состоялась в 1983 году в Испании на телеканале RTVE (1 — 26 августа 1983). Мультсериал был дублирован на японский язык и выпущен в Японии под названием «Аниме: Вокруг света за 80 дней» (яп. アニメ80日間世界一周 анимэ хатидзю:нитикан сэкай иссю:) в 1985 году в формате OVA на видеодисках VHD, а затем состоялась телепремьера (с немного изменённым дубляжем) на телеканале TV Asahi (10 октября 1987 — 26 марта 1988), однако японская версия насчитывает только 22 серии (серии 14, 18, 21 и 22 были исключены).
У мультфильма есть продолжение «Вилли Фог 2» — мультсериал, объединивший в себе сюжетные линии романов «20 000 лье под водой» и «Путешествие к центру Земли».

## Список серий
1. Необыкновенное пари (Лондон, Англия)
2. Счастливого пути (Лондон, Англия)
3. Таинственная незнакомка (Париж, Франция; Бриндизи, Италия)
4. Злой дух (Суэц, Египет)
5. Король маскировки (Индийский океан)
6. Приключения в Бомбее (Бомбей, Индия)
7. Конец пути (Индия)
8. Смертельная опасность в джунглях (Индия)
9. Чудесное спасение Роми (Индия)
10. Подарок для Парси (Аллахабад, Индия)
11. Шляпа Ригодона (Калькутта, Индия)
12. Кораблекрушение (Сингапур)
13. Выбор Ригодона (Гонконг)
14. На пути в Йокогаму (Гонконг)
15. В цирке Иокогамы (Йокогама, Япония)
16. Приключения на Гавайях (Тихий океан, Гавайи)
17. Дорога в Сан-Франциско (Мексика)
18. Кто кого? (Сан-Франциско, Калифорния, США)
19. Момент истины (США)
20. Приключения на Диком Западе (США)
21. Поезд специального назначения (Омаха, Чикаго, США)
22. Приключения на морозе (Чикаго, Баффало, США)
23. Дорога в Ливерпуль (Нью-Йорк, США)
24. Топливо на нуле (Атлантический океан)
25. Поезд на Лондон (Ливерпуль, Лондон, Англия)
26. День на день не приходится (Лондон, Англия)

## Музыка
Оригинальная музыка была написана композиторами Гуидо и Маурицио Де Анжелис.
Песня «Вокруг света с Вилли Фогом» (исп. La Vuelta Al Mundo De Willy Fog):
…Son ochenta días son

ochenta nada más

para dar la vuelta al mundo…

Перевод:

В путь за восемьдесят дней 

вокруг планеты всей

по радуге-дуге мы обойдём...
Эта песня звучала в начальной заставке (первый куплет) и в некоторых сериях (второй куплет). В США, Канаде, Великобритании и в англоязычных регионах песня звучала на английском языке.
Песня «Свистни мне» (исп. Dar la vuelta al mundo (Sílbame)):
…Pon la boca así como si fueras a beber

Ve soplando el aire, poco a poco y a la vez…
Эта песня звучала в некоторых сериях (первый куплет) и конечных титрах (второй куплет). В английской версии (США, Канада, Великобритания), песня звучала на английском языке.
Также звучали песни «Дикс (в 13 серии) и Трансфер (в 5 и 25 сериях)» (исп. Dix y Transfer), «Америка, Америка» (исп. America, America) — с 18 по 21 и 24 сериях.
В японской версии звучат другие тексты песен.